# Kingston (Ohio)
Kingston es una villa ubicada en el condado de Ross en el estado estadounidense de Ohio. En el Censo de 2010 tenía una población de 1032 habitantes y una densidad poblacional de 1.079,83 personas por km².

## Geografía
Kingston se encuentra ubicada en las coordenadas 39°28′20″N 82°54′43″O / 39.47222, -82.91194. Según la Oficina del Censo de los Estados Unidos, Kingston tiene una superficie total de 0.96 km², de la cual 0.96 km² corresponden a tierra firme y (0%) 0 km² es agua.

## Demografía
Según el censo de 2010, había 1032 personas residiendo en Kingston. La densidad de población era de 1.079,83 hab./km². De los 1032 habitantes, Kingston estaba compuesto por el 98.84% blancos, el 0.58% eran afroamericanos, el 0% eran amerindios, el 0% eran asiáticos, el 0% eran isleños del Pacífico, el 0.19% eran de otras razas y el 0.39% pertenecían a dos o más razas. Del total de la población el 1.45% eran hispanos o latinos de cualquier raza.